# آيت سليمان (مجمع الطلبة)
آيت سليمان هي إحدى مشيخات المملكة المغربية، تتبع جغرافيا لإقليم الخميسات وإداريًا لمجمع الطلبة. يقدر عدد سكانها بـ 8803 نسمة حسب الإحصاء الرسمي للسكان والسكنى لسنة 2004.